# Barionyksy
Barionyksy (Baryonychinae) – podrodzina z rodziny spinozaurów (Spinosauridae). Została nazwana przez Charig & Milner w 1986 roku.

## Klasyfikacja
- Rodzina – spinozaury (Spinosauridae)
  - Podrodzina – spinozaury (Spinosaurinae)
    - spinozaur
    - irritator
    - angaturama
    - syjamozaur

  - Podrodzina – barionyksy (Baryonychinae)
    - barionyks
    - suchomim
    - krystatuzaur

## Wielkość
- Długość: około 10–12 metrów;
- Wysokość: około 4 metry;
- Masa ciała: około 1,5–2 tony.

## Występowanie
- Czas: wczesna kreda;
- Miejsce: Afryka (Republika Nigru), Europa (Anglia).

## Rodzaje
- barionyks,
- krystatuzaur,
- suchomim.